# Kerkrade
Kerkrade (místním nářečím Kirchroa) je město v nizozemské provincii Limburg, žije v něm okolo 45 000 obyvatel. Tvoří souměstí zvané Eurode s německým městem Herzogenrath (původně šlo o jediné město), státní hranice zde prochází ulicemi.

## Historie

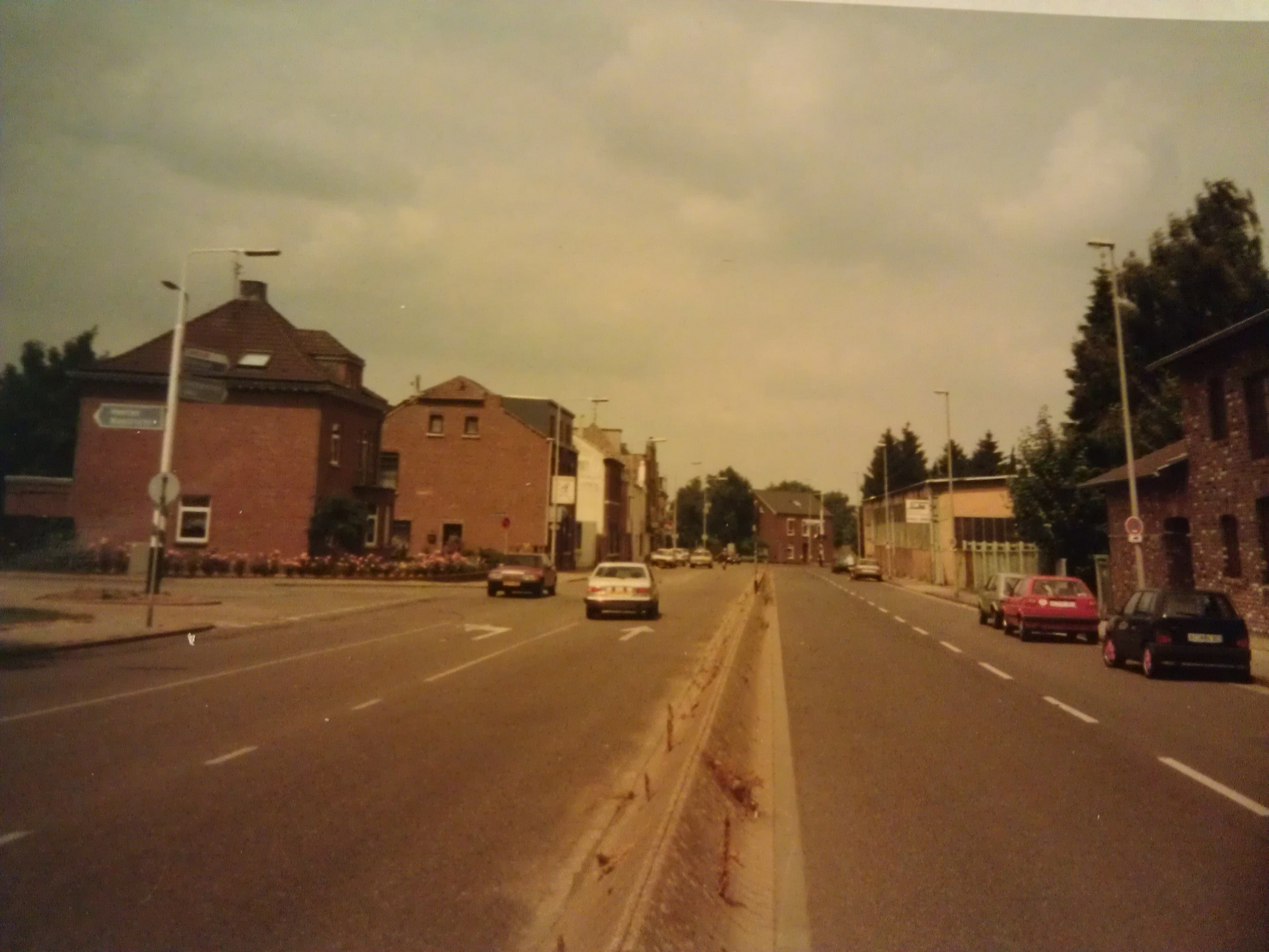
Ulice Niuewstraat v roce 1993: státní hranici vyznačuje nízká zídka uprostřed vozovky

Roku 1104 bylo založeno augustiniánské opatství Rolduc, kolem něhož vyrostlo město 's-Hertogenrade. Postupně patřilo Španělům, Rakušanům a Francouzům, roku 1815 rozhodl Vídeňský kongres o rozdělení města, západní část (dnešní Kerkrade) získalo Spojené království Nizozemské a východní (dnešní Herzogenrath) připadl Prusku. Místní mniši objevili ložiska černého uhlí, od poloviny 19. století až do sedmdesátých let 20. století bylo město významným a prudce rostoucím hornickým centrem, útlum těžby přinesl pokles životní úrovně.

## Městské části
- Eygelshoven
- Kaalheide
- Bleijerheide
- Spekholzerheide
- Terwinselen
- Holz
- Rolduckerveld
- Hopel
- Chevremont
- Haanrade
- Gracht
- Mucherveld
- Nulland
- Rolduc

## Kultura
Nachází se zde divadlo a koncertní sál Rodahal pro čtyři a půl tisíce diváků. Od roku 1951 se každoročně koná mezinárodní festival dechových hudeb Wereld Muziek Concours.

## Sport
Ve městě sídlí prvoligový fotbalový klub Roda JC Kerkrade, jeho předchůdce Rapid JC se stal roku 1956 mistrem země. Konalo se zde mistrovství Evropy v judu 1979.

## Turistika
V Kerkrade je možno navštívit botanickou zahradu, zoologickou zahradu GaiaZOO a technické muzeum Discovery Center Continium. Historickými památkami jsou opatství Rolduc, zámek Erenstein a neoklasicistní chrám Sint-Lambertuskerk. Hornickou tradici připomíná socha svatého Josefa (v místním nářečí d’r Joep), patrona dělníků, od autora Wima van Hoorna. K odpočinku slouží park Gravenrode a přehrada Cranenweyer, Kerkrade spolu s okolními městy vytvořily projekt na rozvoj zelených ploch nazvaný Parkstad Limburg.